# Antheus (Sohn des Assesos)
Antheus (altgriechisch Ἀνθεύς Antheús) ist in der griechischen Mythologie ein hübscher Jüngling und Freund des Hermes. Er lebte als Geisel am Hof des milesischen Königs Phobios, einem Sohn des Neleiden Hippokles.
Kleoboia, die Frau des Phobios verliebte sich in den Jüngling, der ihr aber stets mit Ausreden auswich. Gekränkt sann sie nach Rache und warf ein Rebhuhn oder ein Goldgefäß in einen Brunnen und bat den wendigen Antheus in den Brunnen zu klettern. Sie durchschnitt das Seil und warf einen schweren Stein auf den Wehrlosen, der darauf starb. Ab ihrer Tat noch wahnsinniger geworden, erhängte sie sich. Als Phobios die Geschichte erfuhr, übertrug er die Königsherrschaft auf Phrygios.

## Quelle
- Parthenios von Nikaia, Liebesgeschichten 14